# Apuntamenti
»Apuntamenti« je skladba in trinajsti single glasbene skupine Pepel in kri. Singl je bil izdan leta 1980 pri založbi ZKP RTV Ljubljana. Avtor glasbe je Tadej Hrušovar, avtor besedila pa je Dušan Velkaverh.
S skladbo »Apuntamenti« je skupina Pepel in kri sodelovala na Splitskem festivalu 1980.

## Seznam skladb
| A stran | A stran                                                  | A stran |
| Št.     | Naslov                                                   | Dolžina |
| ------- | -------------------------------------------------------- | ------- |
| 1.      | „Apuntamenti‟ (Tadej Hrušovar/Dušan Velkaverh/Dečo Žgur) | 3:29    |

| B stran | B stran                                            | B stran |
| Št.     | Naslov                                             | Dolžina |
| ------- | -------------------------------------------------- | ------- |
| 1.      | „Ladje‟ (Tadej Hrušovar/Dušan Velkaverh/Dečo Žgur) | 2:21    |